# Nederlandse kampioenschappen zwemmen
De Nederlandse kampioenschappen zwemmen worden georganiseerd door de KNZB, en zijn onder te verdelen in twee categorieën: langebaan (50m) en kortebaan (25m). De kampioenschappen op de langebaan vinden over het algemeen plaats in de periode april t/m juni. De kortebaan kampioenschappen vinden altijd plaats in december. Onder andere in 1999 en 2003 werden er in plaats van de kortebaan kampioenschappen, winterkampioenschappen gehouden op de langebaan. Sinds de ONK kortebaan 2007 zijn de kampioenschappen veranderd in een "open" toernooi waardoor er ook buitenlanders deel kunnen nemen. In 2008 werden ook de langebaan kampioenschappen opengesteld voor buitenlandse zwemmers.

## (Open) Nederlandse kampioenschappen zwemmen
| Jaar | Plaats                                  | Datum                                   |
| ---- | --------------------------------------- | --------------------------------------- |
| 1999 | Amersfoort                              | 18 t/m 20 juni 1999                     |
| 2000 | Drachten                                | 1 t/m 4 juni 2000                       |
| 2001 | Eindhoven                               | 2 t/m 4 juni 2001                       |
| 2002 | Amersfoort                              | 18 t/m 21 april 2002                    |
| 2003 | Amsterdam                               | 24 t/m 27 april 2003                    |
| 2004 | Amsterdam                               | 15 t/m 18 april 2004                    |
| 2005 | Amsterdam                               | 21 t/m 24 april 2005                    |
| 2006 | Eindhoven                               | 9 t/m 11 juni 2006                      |
| 2007 | Amsterdam                               | 1 t/m 3 juni 2007                       |
| 2008 | Eindhoven                               | 5 t/m 8 juni 2008                       |
| 2009 | Eindhoven                               | 12 t/m 14 juni 2009                     |
| 2010 | Eindhoven                               | 11 t/m 13 juni 2010                     |
| 2011 | Eindhoven                               | 10 t/m 12 juni 2011                     |
| 2011 | Eindhoven                               | 2 t/m 4 december 2011                   |
| 2012 | Amsterdam                               | 8 t/m 10 juni 2012                      |
| 2013 | Eindhoven                               | 14 t/m 16 juni 2013                     |
| 2014 | Eindhoven                               | 10 t/m 13 april 2014                    |
| 2015 | Eindhoven                               | 2 t/m 5 april 2015                      |
| 2016 | Eindhoven                               | 6 t/m 10 april 2016                     |
| 2017 | Eindhoven                               | 6 t/m 9 april 2017                      |
| 2018 | Amersfoort                              | 22 t/m 24 juni 2018                     |
| 2019 | Amersfoort                              | 21 t/m 23 juni 2019                     |
| 2020 | Niet gehouden vanwege de coronapandemie | Niet gehouden vanwege de coronapandemie |
| 2021 | Niet gehouden vanwege de coronapandemie | Niet gehouden vanwege de coronapandemie |
| 2022 | Amersfoort                              | 16 t/m 19 juni 2022                     |
| 2023 | Amersfoort                              | 8 t/m 11 juni 2023                      |
| 2024 | Amersfoort                              | 13 t/m 16 juni 2024                     |
| 2025 | Amersfoort                              | 12 t/m 15 juni 2025                     |

## (Open) Nederlandse kampioenschappen kortebaanzwemmen
| Jaar | Plaats                                  | Datum                                   |
| ---- | --------------------------------------- | --------------------------------------- |
| 1998 | 's-Hertogenbosch                        |                                         |
| 1999 | Nieuwegein                              | 13 t/m 16 december 1999                 |
| 2000 | Nieuwegein                              | 8 t/m 10 december 2000                  |
| 2001 | Alphen aan den Rijn                     | 7 t/m 9 december 2001                   |
| 2002 | Eindhoven                               | 20 t/m 22 december 2002                 |
| 2004 | Drachten                                | 17 t/m 19 december 2004                 |
| 2005 | Amsterdam                               | 16 t/m 18 december 2005                 |
| 2006 | Drachten                                | 15 t/m 17 december 2006                 |
| 2007 | Amsterdam                               | 21 t/m 23 december 2007                 |
| 2008 | Amsterdam                               | 19 t/m 21 december 2008                 |
| 2009 | Amsterdam                               | 18 t/m 20 december 2009                 |
| 2010 | Amsterdam                               | 3 t/m 5 december 2010                   |
| 2012 | Amsterdam                               | 26 t/m 28 oktober 2012                  |
| 2013 | Dordrecht                               | 1 t/m 3 november 2013                   |
| 2014 | Tilburg                                 | 7 t/m 9 november 2014                   |
| 2015 | Tilburg                                 | 30 oktober t/m 1 november 2015          |
| 2016 | Hoofddorp                               | 4 t/m 6 november 2016                   |
| 2017 | Hoofddorp                               | 21 t/m 23 december 2017                 |
| 2018 | Tilburg                                 | 21 t/m 23 december 2018                 |
| 2019 | Tilburg                                 | 20 t/m 22 december 2019                 |
| 2020 | Niet gehouden vanwege de coronapandemie | Niet gehouden vanwege de coronapandemie |
| 2021 | Den Haag                                | 3 t/m 5 december 2021                   |
| 2022 | Den Haag                                | 16 t/m 18 december 2021                 |

## Nederlandse winterkampioenschappen langebaan
| Jaar | Plaats    | Datum                   |
| ---- | --------- | ----------------------- |
| 1999 | Eindhoven | 17 t/m 19 december 1999 |
| 2003 | Dordrecht | 18 t/m 21 december 2003 |